# Biała Dama (malowidło)

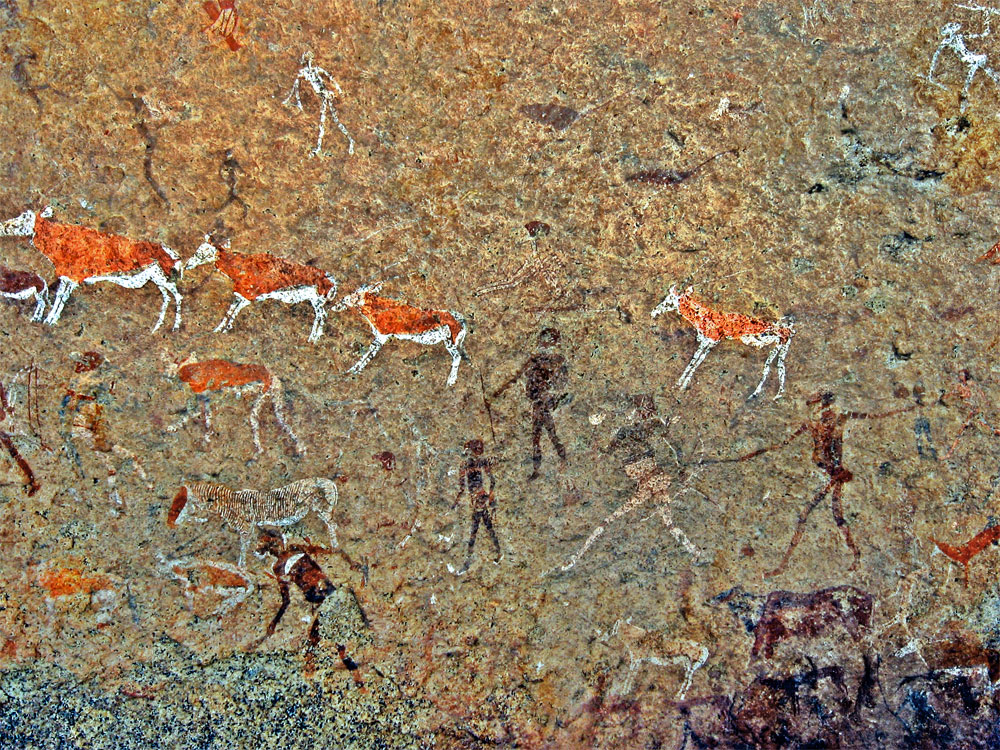
Biała Dama

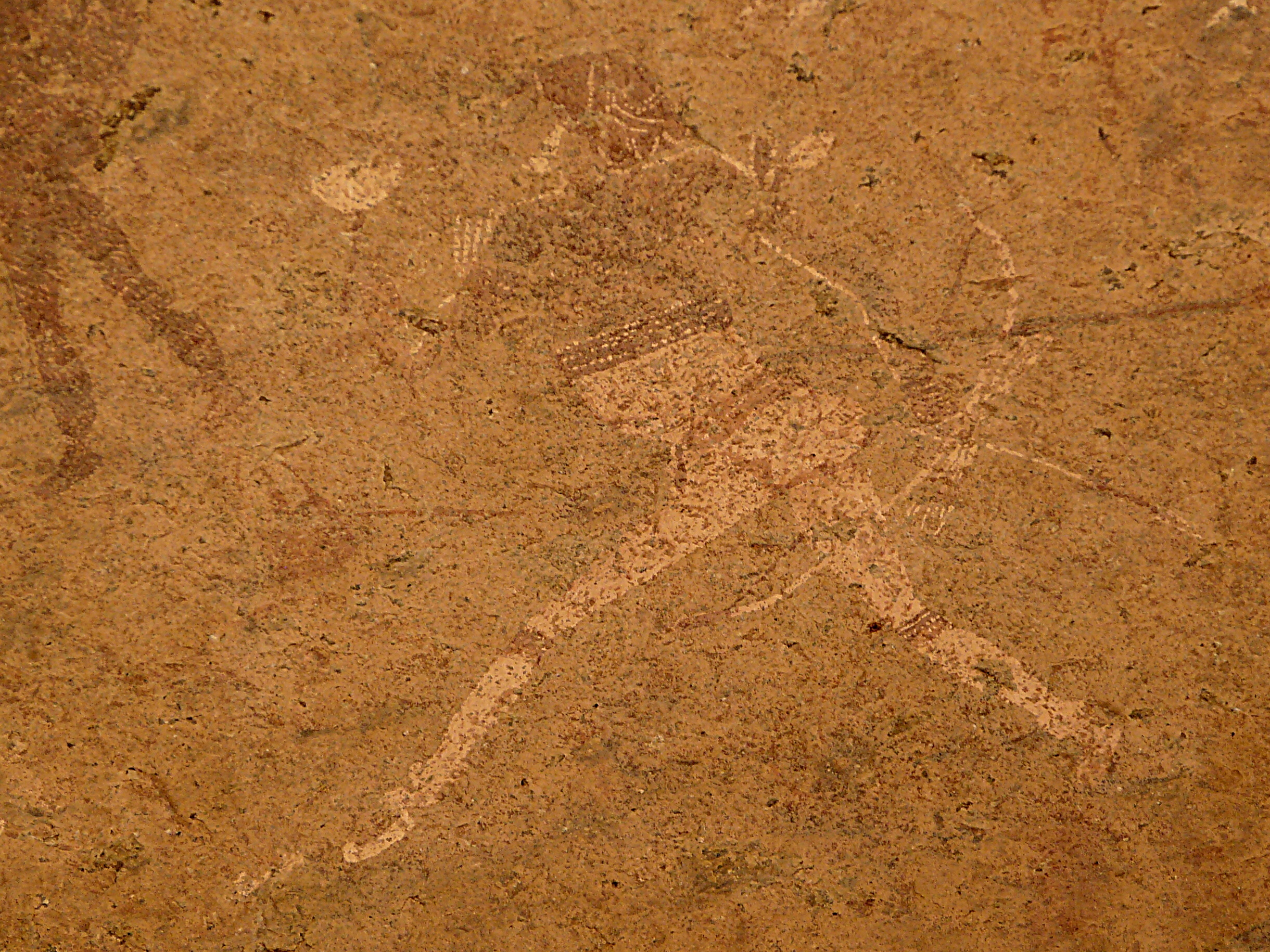
Biała Dama

Biała Dama z Brandbergu (ang. The White Lady, niem. Weiße Dame) – malowidło naskalne w masywie Brandberg w zachodniej Namibii, odkryte przez niemieckiego geologa Reinharda Maacka w 1918 roku.

## Opis
Malowidło znajduje się w jednej z grot wąwozu Tsisab w masywie Brandberg w zachodniej Namibii. Przedstawia postać namalowaną przy użyciu białego barwnika pośród innych postaci i zwierząt. W rejonie góry odkryto ponad 43 tys. prehistorycznych malowideł w 900 różnych miejscach.
Malowidło zostało odkryte 4 stycznia 1918 roku przez niemieckiego geologa Reinharda Maacka (1892–1969), który w 1917 roku prowadził wyprawę badawczą w celu pomiaru masywu Brandberg i natrafił na niszę z rysunkami. Maack sporządził ich pobieżne szkice, które zostały opublikowane w 1930 roku. O malowidłach usłyszał niemiecki etnolog Leo Wiktor Frobenius (1873–1938), który w 1929 roku wysłał w ramach IX Niemieckiej Ekspedycji Do Afryki Marię Weyersberg (1886–1987), by przeprowadziła dokumentację odkryć. Kopie malowideł jej autorstwa trafiły do archiwum sztuki naskalnej Instytutu im. Frobeniusa, a szkic białej postaci został pokazany na wystawie w Museum of Modern Art w Nowym Jorku w 1937 roku.
Maack, Frobenius i Weyersberg dopatrywali się w przedstawieniu postaci wpływów egipsko-syryjskich czy mezopotamskich. W 1947 roku wąwóz badał francuski ksiądz i geolog Henri Breuil (1877–1961), który wskazywał na wpływy śródziemnomorskie i egipskie, natomiast jego asystentka Mary Boyle (1881–1974) widziała wpływy kultury kreteńskiej. Taka interpretacja wpisywała się w ówczesne przekonania kolonizatorów, że tego rodzaju sztuka nie mogła zrodzić się wśród Buszmenów. Późniejsze badania wykazały lokalne pochodzenie malowidła, a jego wiek szacowany jest na ok. 1500 lat.
Breuil, jako jedyny z badaczy, uważał postać za kobietę, co odzwierciedlają jego szkice. W 1948 roku nazwał malowidło „Białą Damą z Brandbergu”. Nazwa przyjęła się pomimo tego, że późniejsi badacze opisywali „Damę” jako postać z członkiem, trzymającą w ręce łuk i strzały – atrybuty myśliwego, które nie pojawiają się w przedstawieniach kobiet. Jedna z interpretacji przedstawienia z „Białą Damą” mówi o scenie inicjacji młodzieńca.
W 2002 roku region Brandbergu został wpisany na namibijską listę informacyjną UNESCO – listę obiektów, które Namibia zamierza rozpatrzyć do zgłoszenia do wpisu na listę światowego dziedzictwa UNESCO.